# Centralschweiz

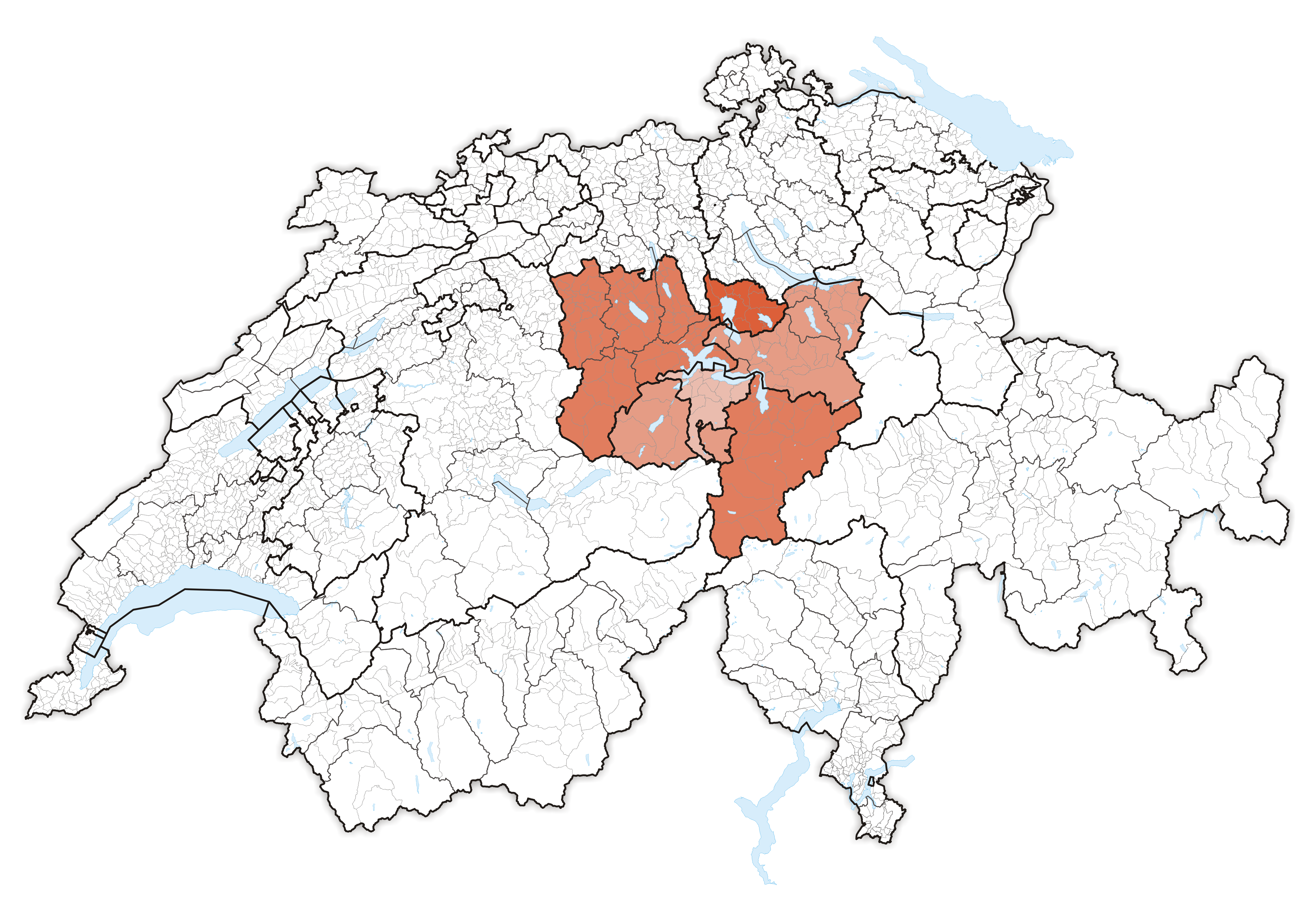
Centralschweiz

Centralschweiz eller (tyska: Zentralschweiz eller Innerschweiz) är en region i centrala Schweiz bestående av kantonerna Uri, Schwyz, Unterwalden, Luzern och Zug. Huvudort i regionen är Luzern. Centralschweiz är en av Schweiz storregioner. Den hör till den statistiska områdeskategorin NUTS-2.